# Copa América de Basquetebol Feminino
A Copa América de Basquetebol Feminino é o torneio realizado pela FIBA Américas reunindo as seleções americanas nacionais de basquetebol, sendo realizado a cada quatro anos e serve como torneio classificatório para o Campeonato Mundial de Basquetebol Feminino, a primeira edição da competição foi realizada em 1989, a competição classificatória para os Jogos Olímpicos, nas Américas, é o Pré-Olímpico das Américas que teve sua primeira edição realizada em 1995, antes não existia este Pré-Olímpico feminino regional, as seleções americanas tinha que tentar vaga num Pré-Olimpico feminino que reunia seleções de outros continentes.

## Histórico
| 1989 Detalhes | (São Paulo)    | Cuba           | 87–84  | Brasil         | Canadá     | 71-63                     | Estados Unidos |
| 1993 Detalhes | (São Paulo)    | Estados Unidos | 106–92 | Brasil         | Canadá     | 61-54                     | Cuba           |
| 1995 Detalhes | (Hamilton)     | Canadá         | 80–73  | Cuba           | Porto Rico | Com base na classificação | Argentina      |
| 1997 Detalhes | (São Paulo)    | Brasil         | 101–95 | Estados Unidos | Cuba       | 81–77                     | Argentina      |
| 1999 Detalhes | (Havana)       | Cuba           | 90–87  | Brasil         | Canadá     | 80–37                     | México         |
| 2001 Detalhes | (São Luís)     | Brasil         | 88–83  | Cuba           | Argentina  | Com base na classificação | Canadá         |
| 2003 Detalhes | (Culiacán)     | Brasil         | 90–81  | Cuba           | Canadá     | 71–34                     | México         |
| 2005 Detalhes | (Hato Mayor)   | Cuba           | 81–73  | Brasil         | Canadá     | Com base na classificação | Argentina      |
| 2007 Detalhes | (Valdivia)     | Estados Unidos | 101–71 | Cuba           | Brasil     | 73–41                     | Argentina      |
| 2009 Detalhes | (Cuiabá)       | Brasil         | 71–48  | Argentina      | Canadá     | 59–49 Tempo Extra         | Cuba           |
| 2011 Detalhes | (Neiva)        | Brasil         | 74–33  | Argentina      | Canadá     | 59–46                     | Cuba           |
| 2013 Detalhes | (Xalapa)       | Cuba           | 79-71  | Canadá         | Brasil     | 66–56                     | Porto Rico     |
| 2015 Detalhes | (Edmonton)     | Canadá         | 82–66  | Cuba           | Argentina  | 66–59                     | Brasil         |
| 2017 Detalhes | (Buenos Aires) | Canadá         | 67–65  | Argentina      | Porto Rico | 75–68                     | Brasil         |
| 2019 Detalhes | (San Juan)     | Estados Unidos | 67–46  | Canadá         | Brasil     | 95–66                     | Porto Rico     |
| 2021 Detalhes | (San Juan)     | Estados Unidos | 74–59  | Porto Rico     | Brasil     | 87–82                     | Canadá         |
| 2023 Detalhes | (León)         | Brasil         | 69–58  | Estados Unidos | Canadá     | 80–73                     | Porto Rico     |
| 2025 Detalhes | (Santiago)     | Estados Unidos | 92–84  | Brasil         | Canadá     | 76–75 (2OT)               | Argentina      |

A competição Copa América que serve como qualificatória para        o Campeonato Mundial de Basquetebol Feminino está em branco e o Torneio Pré-Olimpico das Américas que serve como classificatório para o Basquetebol nas Olimpíadas está em azul

## Desempenho por país
| Ordem | País           | Medalha de ouro | Medalha de prata | Medalha de bronze | Total |
| ----- | -------------- | --------------- | ---------------- | ----------------- | ----- |
| 1     | Brasil         | 6               | 5                | 4                 | 15    |
| 2     | Estados Unidos | 5               | 2                | 0                 | 7     |
| 3     | Cuba           | 4               | 5                | 1                 | 10    |
| 4     | Canadá         | 3               | 2                | 9                 | 14    |
| 5     | Argentina      | 0               | 3                | 2                 | 5     |
| 6     | Porto Rico     | 0               | 1                | 2                 | 3     |